# 柳家三好
柳家 三好（やなぎや さんこう）は、落語家の名。過去に三遊亭三好を含めると六人確認されている。
- 三遊亭三好 - 後∶二代目鈴々舎馬風
- 三遊亭三好 - 後∶初代三遊亭三福
- 三遊亭三好 - 後∶三遊亭好三
- 翁家さん好 - 後∶九代目桂文治
- 柳家三好 - 後∶二代目柳家三語楼
- 柳家さん好 - 現∶四代目柳亭市馬

二代目 柳家 三好（やなぎや さんこう、1854年（嘉永7年）9月 - 没年不詳）は、落語家、音曲師。本名∶中田 宗太郎。実子は四代目橘家圓好。

## 経歴
初め明治初年ころ、坐り踊りの名人といわれた夢輔の門で朝寝坊小夢から小圓三。
1886年ころ、四代目三遊亭圓生の門で三遊亭圓三、1889年、90年ころ、三代目三遊亭圓好を経て1891年に二代目三好となる。1912年には最初の師匠の名前、立花家ないし浮世夢輔を名乗る。
1913年に三代目柳家小さんの身内で柳家三好に復名。明治末から大正期にかけて音曲師として四代目橘家圓喬の膝がわりで評価を受ける。
関東大震災ころまで活動していたがその後引退。六代目三遊亭圓生によると1929年、30年ころまで健在だったという。
眼がくぼんでいたため「うしろめの三好」と言われ、自身も『私の目玉は年々引込んで参りまして、今に後ろの方に出てしまいましょう。そうしたら所帯を神楽坂で持ちますよ。それ、うしろ眼（牛込）の神楽坂』と枕で言っていたそうである。